# Carte de séjour (groupe)
Pour l’article homonyme, voir Carte de séjour.
Carte de séjour est un groupe de rock français actif dans les années 1980, originaire de Lyon. Il est formé en 1980 à Rillieux-la-Pape par Rachid Taha (1958-2018), Djamel Dif, Mokhtar Amini, Mohamed Amini, et Jérôme Savy qui remplace Éric Vacquer en 1982.
Grâce à son histoire, son style musical et son nom, ce groupe participe grandement à l'émergence en France sur le plan artistique de la communauté française d'origine maghrébine dite de « seconde génération » (les Beurs), notamment avec la reprise de la chanson Douce France de Charles Trenet en 1986,. Il est le premier groupe à établir une fusion entre rock français et les musiques méditerranéennes, dont le raï.

## Biographie
Les membres de Carte de séjour se sont tous rencontrés dans la banlieue lyonnaise – dans laquelle ils résident pour la plupart – à la fin des années 1970. Ils jouent pour la première fois en public à la Maison de la jeunesse et de la culture de Rillieux-la-Pape leur « arab rock » alliant les influences musicales occidentales (du punk rock de The Clash à Bob Marley en passant par James Brown).
Paradoxalement c'est Jérôme Savy qui amènera les consonances arabes à la musique, c'est compréhensible, personne ne veut faire la musique de ses parents dans la post-adolescence. Jérôme n'a pas de lien avec le Maghreb. La jonction de la musique arabe dans la composition se fera par le rock. Par cet exemple on comprend que toutes les problématiques d'intégration ne sont pas réelles. À l'adolescence tous les jeunes veulent faire du rock qu'ils viennent d'Asie ou d'Afrique, ils sont attirés par les mêmes musiques. Il n'y a pas besoin de loi pour que les mélanges se fassent. La musique rock va donc s'enrichir aux sons des percussions de Brahim M'Sahel (mort en 2024) et du Oud de Jalal Jallane. Le groupe installe son local de répétition, place Tolozan, sur les pentes du quartier cosmopolite de la Croix Rousse, où se produisent des rencontres fécondes entre « rhorhos » (jeunes immigrés du Maghreb) et « rockers » branchés du centre-ville. Carte de séjour y élabore une musique festive et engagée, dénonçant le racisme quotidien, la difficulté d’accès au logement ou les violences faites aux femmes et prônant dans ce contexte identitaire difficile l'intégration et les fondements de la tolérance.
Le groupe se produit fréquemment dans les concerts-meetings du collectif Zaâma d'Banlieue. Son premier maxi 45 tour Zoubida paraît en 1982, puis deux albums, Rhorhomanie (1984) et 2 ½ (1986). Entre 1980 et 1989, Carte de séjour se produit dans toute la France ainsi que dans des festivals prestigieux en Europe et au Maghreb. Le groupe est d'abord repéré et produit par Bernard Meyet sur son jeune label Mosquito. Le batteur Djamel Dif dit « Jess » quitte le groupe fin 1982. Il se produira avec d'autres noms de la chanson orientale tels Sapho, Khaled et réalisera la production de musique Raï avec l'enregistrement Disque d'or du Raï chez Musidisc à la suite de la création du premier « label beur » Hamedi.
Le groupe se produit alors en concert au Palais des sports de Poitiers  en première partie de Téléphone ou durant la marche pour l'égalité et contre le racisme en 1982 à la Bastille. Après plusieurs émissions de télévision comme Mégahertz, Droit de réponse de Michel Polac, et Mosaïque le groupe commence à avoir une réputation nationale. Leur premier tube est Zoubida.
Carte de séjour, dont les membres sont fans de Fadela et Sahraoui (bientôt sur Radio Bellevue) s'oriente alors vers le raï algérien. La chanson qui marquera un tournant dans la carrière du groupe sera l'emprunt et la réinterprétation de la chanson de Charles Trenet Douce France en 1986,. Elle est le symbole d'une jeunesse métissée et anti-raciste et porte sur le devant des questions sociétales sur la communauté française d'origine maghrébine dite des Beurs. Le premier enregistrement de Douce France par le groupe a eu lieu à Strasbourg, sur la demande des producteurs de l'émission de rock Potins, collages, rustines diffusée alors sur France 3 Alsace.
Le groupe se sépare en 1990. Rachid Taha entame dès lors une carrière solo avec son premier album Barbès paru en 1991.

## Discographie
- 1982 : Carte de séjour (maxi 45 tours contenant les titres Zoubida, Halouf nar, Saamou et La Moda)
- 1984 : Rhorhomanie
- 1986 : 2 et 1/2

## Membres

### Membres contractuels
- Rachid Taha : chant (1980—1990)
- Mokhtar Amini : basse (1980—1990)
- Jérôme Savy : guitare (1982—1990)
- Mohamed Amini : guitare rythmique (1980—1990)

### Anciens membres
- Djamel « Jess » Dif — batterie (1980—1982)
- Éric Vaquer — guitare (1980—1982)
- Brahim M'Sahel — percussions (1983—1986)
- Abdelhak Jallane (Jalal) — luth, banjo, chant (1982—1987)